# Universitate (stație de metrou)
Universitate este o stație de metrou din București. Pe lângă clădirea Universității, în apropiere se află Hotelul Intercontinental, Teatrul Național, Parcul Cișmigiu și Piața Rosetti.
În curând se va face corespondența cu M5.